# Nergal (músico)
Adam Michał Darski (Gdynia, 10 de Junho de 1977), mais conhecido como Nergal, é o vocalista, guitarrista e principal compositor da banda Behemoth. Formado em história e além de conhecido por sua música também conhecido na Polônia como uma celebridade televisiva.

## Biografia
Adam, vulgo Nergal, nasceu em Gdynia e teve uma criação cristã. Começou tocar guitarra aos oito anos.
Em 2010, foi processado por rasgar uma bíblia católica, dizendo a seguinte frase: "Foi o culto que mais assassinou na Terra" em palco.
No mesmo ano Nergal foi levado às pressas ao hospital sendo revelado que ele estava com leucemia em um estágio tão avançado que quimioterapia não seria mais suficiente e precisava de um transplante de medula.
No mesmo ano, em dezembro, Nergal foi submetido a uma cirurgia de medula óssea. Naquele ano, todos os shows do Behemoth de novembro, inclusive a turnê que passaria pela Rússia e pela América do Norte foram cancelados.
Em 30 de março de 2011, MetalSucks publicou uma entrevista com Nergal onde ele disse que sua saúde estava melhorando. A partir desta entrevista, ele tinha saído do hospital há várias semanas, e, de acordo com Darski, "tudo está indo de acordo com o plano".
Adam voltou ao comando do Behemoth em 2011, fazendo shows em diversos lugares do mundo.

## Discografia

### Behemoth
- Endless Damnation (demo, 1992)
- And the Forests Dream Eternally (EP, 1994)
- Sventevith (Storming Near the Baltic) (1995)
- Grom (1996)
- Pandemonic Incantations (1997)
- Satanica (1999)
- Thelema.6 (2000)
- Zos Kia Cultus (Here and Beyond) (2002)
- Demigod (2004)
- Slaves Shall Serve (EP, 2005)
- The Apostasy (2007)
- Evangelion (2009)
- The Satanist (2014)
- I Loved You at Your Darkest (2018)